# 창촌초등학교 운두분교
창촌초등학교 운두분교는 대한민국 강원특별자치도 홍천군 내면 자운리 413에 있었던 공립 초등학교이다.

## 연혁
- 1948년 9월 20일 창촌국민학교 자운분교장 설립
- 1953년 3월 31일 운두국민학교 승격
- 1996년 3월 1일 운두초등학교 개칭
- 1999년 3월 1일 운두분교장 편입
- 2009년 2월 11일 제69회 졸업식(1301명)
- 2009년 3월 1일 폐교